# Ernfrid Rydberg
Eric Gunnar Ernfrid Rydberg, född 29 oktober 1896 i Adolf Fredriks församling i Stockholm, död 3 december 1976 i Uppsala, var en svensk friidrottare (stavhopp). Han vann SM-guld i stavhopp tre gånger och deltog i OS 1920 i Antwerpen, där han slutade på femte plats. Han tävlade inom landet för Gefle IF. Rydberg är Stor grabb nr.47. Han är begravd på Uppsala gamla kyrkogård.